# Вахтебеке
Вахтебеке (на нидерландски: Wachtebeke) е селище в Северна Белгия, окръг Гент на провинция Източна Фландрия. Населението му е около 6900 души (2006).